# 上茶路站

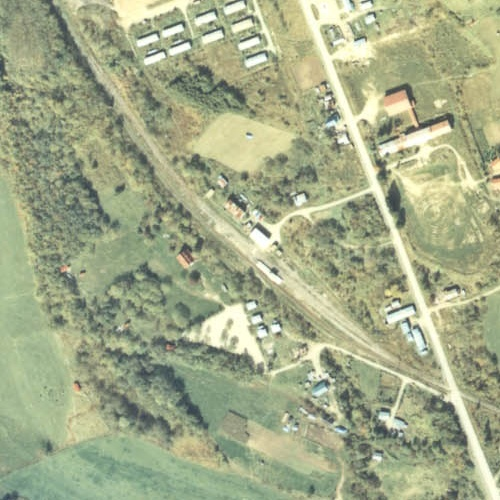
車站周邊的航空相片。圖中央是上茶路站，右下方是白糠站方向，左上方是北進站方向。

上茶路站（日语：／ Kami-charo eki */?）是位於北海道白糠郡白糠町上茶路基線，日本國有鐵道（國鐵）的白糠線車站（廢站）。隨著白糠線廢線，車站在1983年（昭和58年）10月23日廢除。

## 歷史
- 1964年（昭和39年）10月7日 - 日本國有鐵道白糠線 白糠站至此站之間開通，此站啟用[1]。當時為一般車站[1]。
- 1970年（昭和45年）4月　雄別煤礦上茶路礦關閉。
- 1972年（昭和47年）9月8日 - 此站至北進站之間開通，成為中途站。
- 1974年（昭和49年）3月31日 - 結束處理行李[2]。同時成為無人車站[3]（簡易委託化）。
- 1978年（昭和53年）10月1日 - 結束處理貨物[1]。
- 1983年（昭和58年）10月23日 - 白糠線全線廢除，此站也廢除[1]。

### 站名的由來
車站名稱取自所在地名。由於車站位於茶路川的上流，因此在「茶路」這名稱中冠上「上」字。

## 車站構造
截至車站廢除前，此站是地面車站，設有1面1線的島式月台（只使用單邊）。此站還有曾經處理貨物的側線。月台位於路軌東邊（北進方向的列車會開啟右手邊），月台設有上蓋。
此站是無人車站，在有人車站時代還有車站大樓。後來車站變成簡易委託化，直至廢除前還有販賣車票。

## 使用狀況
截至1981年度（昭和56年度），1日上下車人次為3人。

## 車站周邊
- 北海道道665號上茶路上茶路停車場線（日语：北海道道665号上茶路上茶路停車場線）
- 國道392號（日语：国道392号）

## 現況
截至2010年，月台（上蓋和站名牌還存在）、部分路軌（站內與站內至上茶路跨線橋附近）、訊號機和站前廣場均仍然存在。並且放置了路軌單車。在2004年前還有車站大樓，現時拆毀。車站大樓內截至2001年還有訊號操作盤。月台周邊長滿了樹木，還原為一座森林。路軌單車在2011年遷移至新得町新內站遺址的狩勝高原Eco Truck鐵道。
站前廣場和國道392號之間的50米道路名為北海道道665號上茶路上茶路停車場線。該路軌寬2米，並且未經鋪裝，路面上長滿植被。在國道沒有路牌指示該道道。在該道道上設有道道665號的標記，從國道一方望向道道，由於被樹木掩蓋，因此較難分辨道道的存在。
車站附近都是荒野和森林。可以看到的人類構造物是國道392號和北海道道665號之間交界點附近的一座建築物。

## 相鄰車站
日本國有鐵道
白糠線
縫別－上茶路－下北進

## 注腳
1. 1 2 3 4 5 6  石野哲（編）. . JTB. 1998: 895. ISBN 978-4-533-02980-6 （日语）.
2. ↑  . 官報. 1974-03-30 （日语）.
3. ↑  . 鐵道公報 (日本國有鐵道總裁室文書課). 1974-03-30: 6 （日语）.
4. ↑   第1版. 札幌市: 日本国有鉄道北海道総局. 1973-03-25: 151. ASIN B000J9RBUY （日语）.
5. ↑  書籍《国鉄全線各駅停車1 北海道690駅》（小學館，1983年7月發行）141頁。
6. ↑  書籍《新 鉄道廃線跡を歩く1 北海道・北東北編》（JTB出版，2010年4月發行）70-71頁。
7. ↑  書籍《鉄道廃線跡を歩くVII》（JTB出版，2001年1月發行）49頁。
8. ↑  . 狩勝高原エコトロッコ鉄道.   [2019-02-10]. （原始内容存档于2021-12-14） （日语）.